# Microcyclops moghulensis
Microcyclops moghulensis – gatunek widłonoga z rodziny Cyclopidae. Nazwa naukowa tego gatunku skorupiaków została opublikowana w 1939 roku na podstawie prac naukowych szwedzkiego zoologa Knuta Lindberga.